# Mirandornithes
Mirandornithes (nome coniato da Sangster (2005)) è un clade che contiene i fenicotteri e gli svassi. Molti studiosi usano il termine Phoenicopterimorphae per il superordine contenente fenicotteri e svassi.
Determinare le relazioni di entrambi i gruppi fu problematico, poiché i fenicotteri nel corso degli anni vennero collocati in numerosi rami all'interno di Neognathae, come anatre o cicogne, mentre gli svassi erano stati avvicinati alle strolaghe. Tuttavia, recenti studi hanno confermato che questi due rami rappresentano un sister group.
Sia i primitivi phoenicopteriformi che i loro parenti più stretti, gli svassi, sono specializzati in uno stile di vita acquatico. Ciò indica che l'intero gruppo dei mirandorniti si è evoluto da un antenato acquatico.

## Sinapomorfie
Secondo Mayr (2004) e Sangster (2005) ci sono almeno dodici sinapomorfie morfologiche distintive uniche di questo clade:
1. "Vertebre cervicali (almeno dalla quarta alla settima) fortemente allungate, con processi spinosi che formano una cresta marcata.
2. Omero con una marcata depressione ovale nel sito di inserzione del muscolo scapulohumeralis cranialis.
3. Almeno 23 vertebre presacrali.
4. Almeno quattro vertebre toraciche fuse in un notarium.
5. Estremità distale dell'ulna con marcata depressione radiale ovale.
6. Falange prossimale molto allungata e stretta craniocaudalmente.
7. Cerchio distale del condilo mediale del tibiotarsus distinto.
8. Pars acetabolare del musculus iliotibialis lateralis assente.
9. Pars caudali del musculus caudofemoralis assenti.
10. Ali contenenti almeno 12 penne primari
11. Arteria carotidea sinistra ridotta o assente.
12. Uova ricoperte da uno strato gessoso di fosfato di calcio amorfo."